# The Kitchen Toto
The Kitchen Toto es una película británica de 1987 dirigida por Harry Hook, conocido sobre todo por la película de 1990 El señor de las moscas. 

## Argumento
Kenia. Corre el año 1950. Un policía británico y su esposa deciden adoptar como criado al hijo de un sacerdote de raza negra que ha sido asesinado.

## Reparto
| Actor                  | Personaje             |
| ---------------------- | --------------------- |
| Edwin Mahinda          | Mwangi                |
| Bob Peck               | John Graham           |
| Phyllis Logan          | Janet Graham          |
| Nicholas Charles       | Mugo                  |
| Ronald Pirie           | Edward Graham         |
| Robert Urquhart        | D.C. McKinnon         |
| Kirsten Hughes         | Mary McKinnon         |
| Edward Judd            | Dick Luis             |
| Nathan Dambuza Mdledle | Mzee, padre de Mwangi |
| Ann Wanjuga            | Madre de Mwangi       |
| Job Seda               | Kamau                 |
| Leo Wringer            | Sgt. Stephen          |